# De Meerpaal (Dronten)

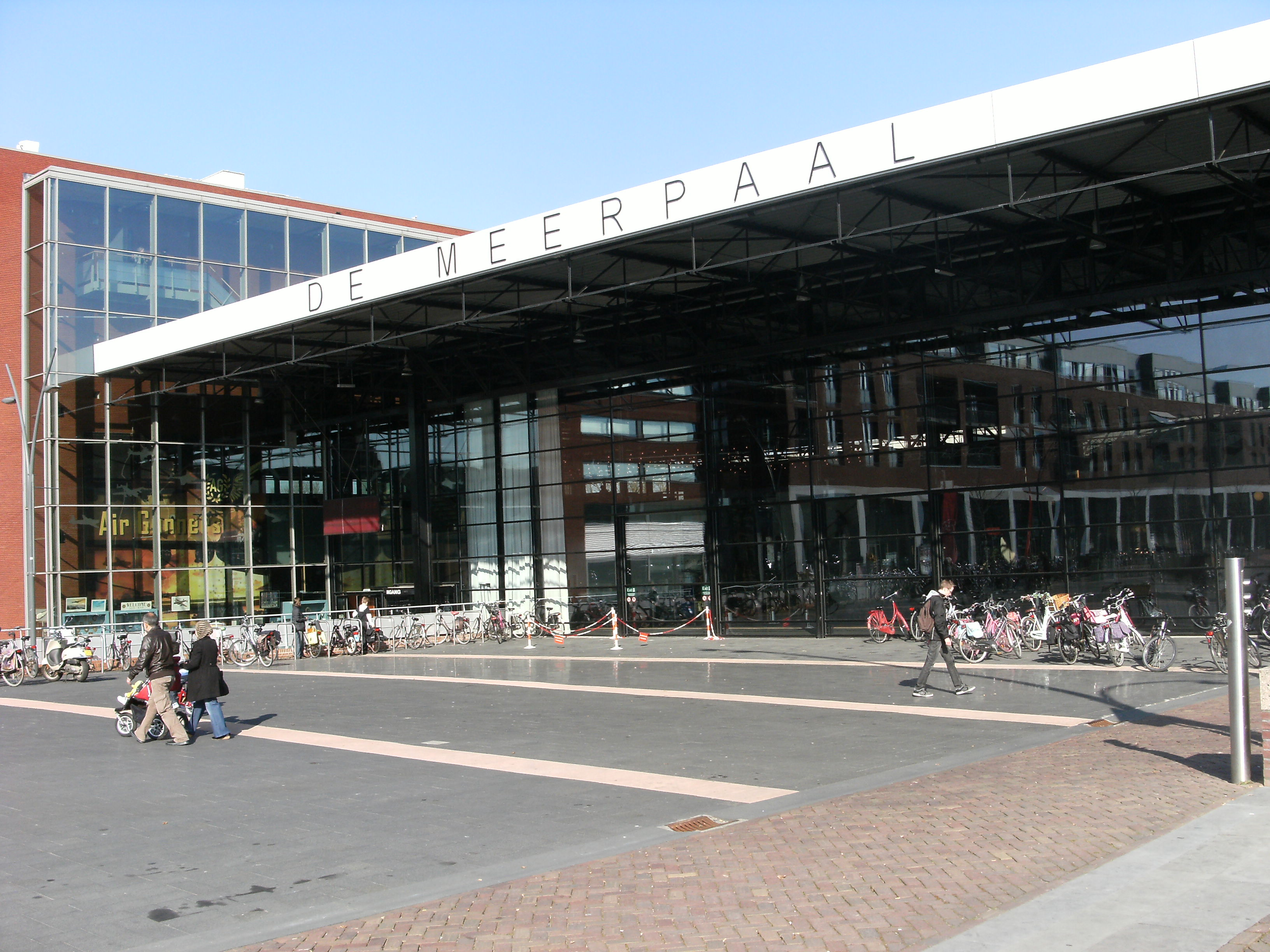
Fassade von De Meerpaal

De Meerpaal ist ein kulturelles Zentrum mit unter anderem Theatersaal, Musik- und Tanzschule, Bibliothek, Kino und Veranstaltungshalle in Dronten (Flevoland), Niederlande. 
Das Gebäude wurde 1965 vom Architekt Frank van Klingeren, basierend auf seiner idealistischen Idee einer machbaren Gesellschaft, ursprünglich als offenes Gemeinschaftszentrum entworfen, jedoch in den Jahren 1987 und 2005 zum Teil abgerissen und umgebaut. Sowohl in der Bevölkerung als auch auf politischer Ebene wurden um 'De Meerpaal' in der kurzen Geschichte von Dronten erhitzte Debatten geführt, was zu seiner überregionalen Bekanntheit beitrug.